# Brian Urquhart
Pour les articles homonymes, voir Urquhart.
Brian Edward Urquhart, né le 28 février 1919 et mort le 2 janvier 2021, est un diplomate britannique, ancien secrétaire général adjoint des Nations unies.
Brian Urquhart est élève à la Westminster School puis au Christ Church d'Oxford.
Il participe à la Seconde Guerre mondiale comme officier de renseignement. Dans le film Un pont trop loin de Richard Attenborough, le personnage de Brian Urquhart est évoqué sous le nom de "Major Fuller",.
En 1945, il participe aux débuts de l'ONU et conseille les premiers secrétaires généraux,. Il est celui qui organise la première force de maintien de la paix, en 1956, au moment de la crise de Suez,. Comme secrétaire général adjoint, il dirige les "casques bleus" au Proche-Orient et à Chypre, participe aux négociations concernant la Namibie et le Cachemire.
Il est membre du comité de parrainage du Tribunal Russell sur la Palestine dont le début des travaux a été présenté le 4 mars 2009.
Il a écrit une autobiographie : A Life in Peace and War.